# Szreńsk (gmina)
Szreńsk (daw. gmina Mostowo) – gmina wiejska w województwie mazowieckim, w powiecie mławskim. W latach 1975–1998 gmina położona była w województwie ciechanowskim.
Siedziba gminy to Szreńsk.
Według danych z 30 czerwca 2004 gminę zamieszkiwało 4601 osób. Natomiast według danych z 31 grudnia 2019 roku gminę zamieszkiwało 4115 osób.

## Struktura powierzchni
Według danych z roku 2002 gmina Szreńsk ma obszar 109,66 km², w tym:
- użytki rolne: 82%
- użytki leśne: 12%

Gmina stanowi 9,36% powierzchni powiatu.

## Demografia
Dane z 30 czerwca 2004:
| Opis                              | Ogółem | Ogółem | Kobiety | Kobiety | Mężczyźni | Mężczyźni |
| --------------------------------- | ------ | ------ | ------- | ------- | --------- | --------- |
| jednostka                         | osób   | %      | osób    | %       | osób      | %         |
| populacja                         | 4601   | 100    | 2321    | 50,4    | 2280      | 49,6      |
| gęstość zaludnienia (mieszk./km²) | 42     | 42     | 21,2    | 21,2    | 20,8      | 20,8      |

- Piramida wieku mieszkańców gminy Szreńsk w 2014 roku[7].

## Sołectwa
Bielawy, Doziny, Grądek, Kobuszyn, Krzywki-Bośki, Krzywki-Piaski, Kunki, Liberadz, Ługi, Miączyn Mały, Miączyn Duży, Miłotki, Mostowo, Nowe Garkowo, Ostrów, Pączkowo, Przychód, Proszkowo, Rochnia, Stare Garkowo, Sławkowo, Szreńsk, Wola Proszkowska, Złotowo.
Miejscowości bez statusu sołectwa: Gryty, Przychód (kolonia), Stołowo

## Sąsiednie gminy
Bieżuń, Kuczbork-Osada, Lipowiec Kościelny, Radzanów, Strzegowo, Wiśniewo, Żuromin